# 福宁片
福寧片是閩東語下的一個方言片，通行於清末福寧府（即福宁五邑），大致相當於今日寧德市（原屬福州府的古田及屏南兩縣除外）。
福寧片方言以福安話為代表方言。雖然霞浦是昔日福寧府的治所，但福安以其有利的地理位置逐漸發展成為福寧府的經濟、文化中心，因此福安話影響力比霞浦話更大些。
福寧片的方言與侯官片的方言交流存在一定困難，但其連讀聲母的變化、韻母的變化、聲調的變化與侯官片大致相同。

## 方言
- 福安話（fuua）
- 霞浦話（xipu）
- 寧德話（ngde）
- 柘榮話（zrog）
- 福鼎話（fudg）
- 壽寧話（soui）
- 周寧話（zuin）